# Родопско късорого говедо
Родопско късорого говедо е примитивна порода говеда отглеждана в планината Родопи в България. Представителите на породата са издръжливи на местните условия и сравнително невзискателни към храната.

## История
Родопското късорого говедо е една от най-примитивните форми породи говеда и по своите физически характеристики се доближава повече до фосилното домашно говедо отглеждано в неолита, отколкото до съвременните породи говеда. Заедно с албанското и южночерногорското говедо формира групата на последните представители на праисторическото брахицерно говедо в Европа. До началото на XX век представители на породата са развъждани в чисто състояние в планинските и полупланински региони на Родопите. По-късно обаче те биват кръстосвани с представители на други български и европейски породи говеда.

## Разпространение
Породата е отглеждана от дълбока древност в района на Родопите, които се характеризират с неблагоприятни условия по отношение на отглеждане на говеда. Районът се характеризира с оскъдната си паша и пресечения релеф, към който животните са се приспособили. Днес породата е слабо разпространена. В повечето случаи не е в чиста форма, а е резултат от кръстоски. Най-широко разпространение има в Западните Родопи.

## Описание
Тялото е дребно и компактно като масата на кравите е 180 – 250 kg., а височината при холката е 90 – 110 cm. Тези показатели я правят и една от най-дребните породи говеда в Европа. Биковете са по-едри, с маса 350 – 400 kg. и височина при холката 115 – 125 cm.
Главата е средно голяма, тясна и суха и пропорционална на тялото. Профилът ѝ е леко вдлъбнат, а очните орбити изпъкнали. Рогата са тънки, нежни и крехки. Цветът на космената покривка е различен като преобладават животни с червено-кафяв косъм. Срещат се и със сиво-кафяв, сиво-жълт и черен цвят. Имат светъл пръстен около носното огледало, а гърба е с по-светла линия.
Краката са тънки, с добре развити стави и сухожилия, добре поставени с правилна постановка. Копитата са много здрави със здрав копитен рог.
Вимето е примитивно, често асиметрично и в много случаи наподобява на козе. Цицките са малки и конусообразни като задните цицки са значително по-добре развити от предните. Кожата на вимето е тънка, мека и еластична.
Мускулатурата на тялото е суха и плътна, а космената покривка е нежна.
Стопаните са селектирали породата с млечно направление. Месодайните ѝ качества са лоши. Като обща маса на надоеното мляко продуктивността ѝ е ниска, но съпоставена към телесната маса (на 100 kg. жива маса) тя е относително висока. Млечността варира в рамките на 400 до 2000 литра.
Родопското късорого говедо е устойчиво към редица заболявания характерни за района, в които се среща. Представителите му са със спокоен нрав и са сравнително дълголетни.